# Jacksonville (Alabama)
Jacksonville es una ciudad ubicada en el Condado de Calhoun, Alabama, Estados Unidos. Según el censo del 2000, la población de la ciudad es de 8404 habitantes. 

## Historia
Fundada en 1833 en los terrenos adquiridos por el jefe indio Ladiga, primero fue llamada Drayton, fue rebautizado en honor a Presidente Andrew Jackson en 1834. 